# Högholmen (vid Vestlax, Kimitoön)
Högholmen är en ö i Finland. Den ligger i Skärgårdshavet vid Vestlax i kommunen Kimitoön i landskapet Egentliga Finland, i den sydvästra delen av landet. Ön ligger omkring 53 kilometer sydöst om Åbo och omkring 120 kilometer väster om Helsingfors.
Öns area är 3,7 hektar och dess största längd är 300 meter i öst-västlig riktning.

## Klimat
Inlandsklimat råder i trakten. Årsmedeltemperaturen i trakten är 4 °C. Den varmaste månaden är juli, då medeltemperaturen är 18 °C, och den kallaste är februari, med −9 °C.